# Pommern (1939)
Pour les articles homonymes, voir Pommern.
Le Pommern  était un mouilleur de mines auxiliaire de la Kriegsmarine, durant la Seconde Guerre mondiale. C'était un cargo bananier norvégien construit sous le nom de Jasmin et racheté sur cale par la France pour la Compagnie générale transatlantique (CGT). Rebaptisé Belain d'Esnambuc, le navire frigorifique  est cédé à la marine allemande le 16 décembre 1942.

## Belain d'Esnambuc
Le navire a été construit en 1939 au chantier naval norvégien Framnäs Mekaniske Værksted à Sandefjord sous le nom de Jasmin pour la compagnie Jasmin Operating Co. Il devait être utilisé comme transporteur de bananes de Panama vers l'Europe.
En raison de l'éclatement de la Seconde Guerre mondiale en 1939, le gouvernement français voulant conforter sa flotte marchande achète le navire sur cale. Le 18 février 1940 le navire est livré au port du Havre et affecté à la Compagnie générale transatlantique. Il prend le nom de Belain d'Esnambuc en l'honneur de l'explorateur Pierre Belain d'Esnambuc et il est replié en Méditerranée. Il effectue des voyages sur l’Algérie, le Maroc et les Antilles jusqu'à son désarmement.

## Pommern
Après l'occupation de la France méridionale par la Wehrmacht le Belain d'Esnambuc est remis, d'après l'accord Laval-Kaufmann du gouvernement de Vichy, aux autorités allemandes à Marseille. Il est armé par la Mittelmeer-Reederei (Compagnie maritime de Méditerranée) et rebaptisé Flora I le 16 décembre 1942.
Il est réquisitionné par la Kriegsmarine le 23 février 1943 pour devenir le chasseur rapide SG 7. Puis il est décidé de le convertir en mouilleur de mines au port de La Ciotat où il reçoit son armement. Rebaptisé Pommern le 22 avril, il part avec le Brandenburg mouiller des champs de mines sur la Sardaigne, dans le golfe de Gaeta, le golfe de Salerne et dans les bouches de Bonifacio. 
Le 9 septembre 1943, au lendemain de l'annonce de l'armistice italien, le Brandenburg et le Pommern se trouvent au Rosignano Marittimo au sud de Livourne avec le  croiseur auxiliaire italien Piero Foscari et le cargo Valverde. Ils attaquent les deux navires qui se trouvent aussi sous l'artillerie de l'armée de terre allemande et se rendent. Les deux navires, toujours avec l'aide de l'artillerie de l'armée de terre, capturent le mouilleur de mines italien Buffoluto. 
Le 5 octobre 1943 le Pommern se trouve au nord de cap Corse en mer Ligure, avec une cargaison de mines à bord et coule après avoir heurté une mine italienne d'un champ de mines non connu. Vingt hommes de son équipage sont tués.

## Note et référence
- (de) Cet article est partiellement ou en totalité issu de l’article de Wikipédia en allemand intitulé « Pommern (Schiff, 1939) » (voir la liste des auteurs).